# Kono Machi
"Kono Machi" (この街) er den 20. single fra den japanske pigegruppe C-ute. Den blev udgivet den 6. februar 2013. Dette var dagen efter Saki Nakajimas 19 års fødselsdag, og dagen før Maimi Yajimas 21 år og Mai Hagiwaras 17 års fødselsdag. Kono machi er en medium-tempo ballade, men der findes også en dance groove-version, som går lidt hurtigere, og noget af teksten er skiftet ud. "Ame" er B-side til "Kono Machi", og bliver kun sunget af Maimi Yajima. Musikvideoen blev uploadet 18. Januar på C-utes officielle YouTubekanal, og en close up-version til "Ame" blev uploadet 28. januar. Sangen er et covernummer af Chisato Moritaka fra 1991. 
"Kono machi" betyder "denne by".

## Hitlister
| Hitliste (2013)                   | Højeste placering |
| --------------------------------- | ----------------- |
| Oricon Daily Singles Chart        | 3                 |
| Oricon Weekly Singles Chart       | 4                 |
| Oricon Monthly Singles Chart      | 17                |
| Billboard Japan Hot 100           | 12                |
| Billboard Japan Hot 100 Airplay   | 98                |
| Billboard Japan Hot Singles Sales | 4                 |